# Valdepiélagos
Valdepiélagos – miejscowość w Hiszpanii we wspólnocie autonomicznej Madryt, położona w północno-wschodniej części regionu, 51 km od Madrytu. Valdepiélagos  posiada system wyborczy, który jest wyjątkowy wśród gmin hiszpańskich. Przed wyborami lokalnymi odbywają się nieoficjalne wybory, w których głosują poszczególni obywatele, a nie partie. Każdy zarejestrowany mieszkaniec otrzymuje kartę do głosowania, na której można zapisać maksymalnie siedem nazwisk - nazwiska siedmiu mieszkańców, którzy według niego najlepiej bronią interesów gminy. 

## Atrakcje turystyczne
- Kościół Wniebowzięcia Najświętszej Marii Panny wybudowany w 1552 r. położony w samym centrum
- Ermita de la Soledad